# Honaker
Honaker – miasto w Stanach Zjednoczonych, w stanie Wirginia, w hrabstwie Russell.

## Historia
Honaker zostało założone w 1772 roku, kiedy to William Ferrill wybudował dom w tym rejonie. Podczas wojny Dunmore'a w 1774 roku, w celu ochrony osadników przed atakami Indian, wybudowano fort zwanym Fortem New Garden.
Dzielnica handlowa Honaker (Honaker Commercial Historic District) została wpisana na Narodowy Rejestr Miejsc Historycznych w 2009 roku.